# أولافور أورون بيارناسون
أولافور أورون بيارناسون هو لاعب كرة قدم آيسلندي في مركز الدفاع، ولد في 15 مايو 1975 في غريندافيك في آيسلندا. شارك مع منتخب آيسلندا تحت 21 سنة لكرة القدم ومنتخب آيسلندا لكرة القدم. أما مع النوادي، فقد لعب مع نادي بران ونادي مالمو.

## وصلات خارجية
- أولافور أورون بيارناسون على موقع الاتحاد الدولي (مؤرشف)  (الإنجليزية)
- أولافور أورون بيارناسون على موقع قاعدة بيانات كرة القدم.إي يو (الإنجليزية)
- أولافور أورون بيارناسون على موقع ناشيونال فوتبول تيمز (الإنجليزية)
- أولافور أورون بيارناسون على موقع Soccerway.com (الإنجليزية)